# Rinaldo (cantata)
Rinaldo, Op.50 là bản cantata của nhà soạn nhạc người Đức Johannes Brahms. Bản này Brahms sáng tác cho giọng tenor, hợp xướng nam và dàn nhạc giao hưởng. Ông sáng tác tác phẩm này trong các năm 1863 đến 1868.